# Wilhelm Ashoff (Unternehmer, 1886)
Friedrich Wilhelm Constantin Ashoff (* 23. April 1886 in Altena; † 29. Mai 1941 in Potsdam) war ein deutscher Unternehmer. Er war kaufmännischer Direktor der Motoren- und Maschinenfabrik Bohn & Kähler AG in Kiel.

## Werdegang
Ashoff kam als Sohn des Kommerzienrates Wilhelm Ashoff zur Welt. Sein Vater war im Metallwerk Basse & Selve Prokurist und stieg später zu dessen Generaldirektor auf. Nach dem Besuch der Realgymnasien in Altena und Duisburg absolvierte er eine Lehre im Hamburger Exporthaus. Ein Auslandsaufenthalt führte ihn für zwei Jahre nach China. Nach seiner Rückkehr war er für die Bremer Vulkan, den Norddeutschen Lloyd und die Selve AG in Amsterdam tätig. Während des Ersten Weltkriegs diente er im Rang eines Offiziers an der Westfront.
Im Zweiten Weltkrieg wurde Ashoff reaktiviert und diente im Range eines Hauptmanns. Am 29. Mai 1941 starb er an den Folgen eines Schlaganfalls in einem Reservelazarett der Wehrmacht in Potsdam und ist auf der Kriegsgräberstätte Berlin-Zehlendorf-Wannsee II beigesetzt.